# 遠州鉄道キハ1800形気動車
遠州鉄道キハ1800形気動車は、かつて存在していた遠州鉄道奥山線を走っていた気動車である。同じ形式でも、キハ1801・1802、1803、1804で外見が大きく異なる。

## 形態別概説

### キハ1801・1802
曳馬野駅以遠のディーゼル化のため、1951年（昭和26年）ナニワ工機で製造された。エンジンはいすず製の90馬力エンジンで、台車は将来の電車化を見据えて電車型のものを履いていた。この2両は奥山線のさよなら運転にも使用されが、1964年の奥山線廃止後は他の2両とは違い譲渡されることなく解体された。

### キハ1803
1954年、汽車会社東京支店製。この車両から全長が10m級になり、電車化を考慮しない設計となった。車体はノーシルノーヘッダーで、汽車製造製としては戦後唯一の私鉄向けの762mm軌間用気動車である。エンジンとしていすゞDA45を搭載し、1台車2軸駆動で、第1動軸と第2動軸はチェーンで結ばれている。
奥山線廃止後は、尾小屋鉄道に譲渡され、キハ3として走行した。1977年の尾小屋鉄道線廃止後は、小松市立ポッポ汽車展示館にて動態保存されている。2012年には、遠州鉄道発足70周年記念事業として2年間限定で車両の塗装が尾小屋鉄道のものから奥山線時代のものに復元された。車体はクリーム色と赤色からマルーン1色になり、前面はヘッドライトを大型の物に交換し自動連結器の解放てこなどが復元された。車内は塗装をクリーム色から奥山線時代の青緑色に変更、座席は青いビニールのモケットを外し奥山線時代の緑のビロード地のモケットに復元された。

### キハ1804
1956年、日本車輌製。正面はHゴム支持の湘南顔で、ファンからは「田舎湘南」と呼ばれていた。側面は幅850mmのバス窓がついており、エンジンは日野DS40型水冷6気筒7.98lディーゼルエンジン定格出力95ps/1400rpm、最大出力150ps/2400rpmでチェーン式2軸駆動、全長は10809mm、定員60人（座席28人）、自重11.8t。
奥山線廃止後は1966年に変電所の負荷を低減する目的で花巻電鉄に譲渡されて、キハ801と改番し清涼飲料の広告も取り付けられたが、ほとんど使用されなかった。